# میلان اورلوفسکی
میلان اورلوفسکی (انگلیسی: Milan Orlowski؛ زادهٔ ۱۹۵۲) یک بازیکن تنیس روی میز اهل جمهوری چک است. 
وی در مسابقات کشوری و بین‌المللی در مجموع برنده ۳ مدال طلا، ۵ مدال نقره، ۵ مدال برنز شده‌است.